# Psila martineki
Psila martineki är en tvåvingeart som beskrevs av Miguel Carles-Tolrá 1993.
Psila martineki ingår i släktet Psila och familjen rotflugor. Artens utbredningsområde är Tjeckien. Inga underarter finns listade i Catalogue of Life.